# Brad Sucks
Brad Turcotte (14 de noviembre de 1978, Ottawa, Ontario) conocido por su nombre artístico: Brad Sucks, es un músico canadiense de rock, que difunde su música con licencia Creative Commons, con discográficas independientes y no lucrativas.
Brad Turcotte renuncia a todos los derechos de sus canciones, convirtiéndolas así en dominio público. Esto le permite total libertad para poder distribuir su música en páginas como Jamendo, Magnatune, ccMixter, MySpace o Podsafe.
Brad escribe, graba, produce y publica las canciones en su página web para que se puedan descargar gratuitamente o comprar.

## Discografía

### Álbumes

#### I Don't Know What I'm Doing (2003)
La película Wrath Of The 1337 King usó varias canciones de este álbum.
1. Making Me Nervous - 2:37
2. Look and Feel Years Younger - 4:38
3. Fixing My Brain - 3:57
4. Bad Attraction - 3:14
5. Sick as a Dog - 3:14
6. Borderline 3:14
7. I Think I Started a Trend - 3:04
8. Never Get Out - 2:05
9. Overreacting - 3:32
10. Dirtbag - 3:50
11. Time to Take out the Trash - 2:49
12. Work out Fine - 4:11

#### Out of It (2008)
1. Dropping out of School - 3:43
2. Certain Death - 3:49
3. Fake It - 3:35
4. Bad Sign - 3:52
5. There's Something Wrong - 3:28
6. Gasoline - 3:57
7. Total Breakdown - 2:19
8. Understood by Your Dad - 2:51
9. Out of It - 3:40
10. You're Not Going Anywhere - 3:38

### Recopilatorios
- Outside the Inbox (2003)
- I Don't Know What I'm Doing Remixed (2006)